# Пустой дом (фильм, 2004)
«Пустой дом» (кор. 빈집) — южнокорейский драматический фильм Ким Ки Дука, вышедший на экраны в 2004 году.

## Сюжет
Одинокий мотоциклист Тэ Сук расклеивает рекламные брошюры на двери домов и квартир, закрывая ими замочные скважины. Позже он возвращается для того, чтобы проверить, какие объявления сняты, а какие до сих пор висят: так Тэ Сук определяет, какие из домов пустуют. Затем он вскрывает замок и проникает в квартиру. Тэ Сук живёт в доме до тех пор, пока не возвращаются хозяева. Взамен он выполняет небольшую работу по дому: стирает хозяйские вещи, чинит сломанные приборы. Однажды, проникнув в очередной дом, Тэ Сук замечает, что квартира не пуста: внутри оказывается жена хозяина дома Сун Ва. Позже он становится свидетелем того, как вернувшийся муж бьёт свою жену. Тогда Тэ Сук вмешивается и избивает хозяина дома при помощи клюшки и мячиков для гольфа, после чего уезжает. Сун Ва отправляется с ним, и теперь они вместе путешествуют по пустым квартирам. Постепенно между ними возникает странная форма молчаливой симпатии друг к другу. Спустя некоторое время главного героя задерживает полиция, а его подруга вынуждена вернуться домой.
Наиболее примечательной составляющей фильма являются странные отношения, возникшие между незнакомцем и спасённой им женщиной. Они не говорят друг другу ни слова. Тэ Сук молчит на протяжении всего фильма, а Сун Ва произносит всего три фразы. Но их молчаливость только способствует более глубокому пониманию трудностей, пережитых женщиной в прошлом, и подчеркивает полноту возникшего между главными героями взаимопонимания.

## В ролях
- Ли Хун Кён — Тэ Сук
- Ли Сын Ён — Сун Ва
- Квон Хёк Хо — муж Сун Ва

## Награды и номинации

### Награды
- 2004 — 4 приза Венецианского кинофестиваля: приз ФИПРЕССИ, Малый золотой лев, почетное упоминание SIGNIS Award и специальная награда для режиссёра (все — Ким Ки Дук)
- 2004 — приз Golden Spike Вальядолидского кинофестиваля (Ким Ки Дук)
- 2005 — приз ФИПРЕССИ за фильм года на кинофестивале в Сан-Себастьяне (Ким Ки Дук)

### Номинации
- 2004 — номинация на приз Золотой лев Венецианского кинофестиваля (Ким Ки Дук)
- 2004 — номинация на премию Screen International Award Европейской киноакадемии (Ким Ки Дук)
- 2005 — номинация на премию «Давид ди Донателло» за лучший зарубежный фильм (Ким Ки Дук)

## Рецензии
По данным сайта Rotten Tomatoes, около 87 % (73 из 84) рецензий на фильм были положительными